# فلکسترونیکس
فلکسترونیکس (به انگلیسی: Flextronics) شرکت الکترونیکی سنگاپوری است، که خدمات خود را در حوزه‌های علوم رایانه، مخابرات، مهندسی پزشکی، صنعت خودروسازی، لوازم خانگی، طراحی صنعتی، لجستیک، زیرساخت و صنایع داروسازی ارائه می‌نماید.
شرکت فلکسترونیکس در سال ۱۹۶۹ توسط جو مکنزی و باربارا آن مکنزی راه‌اندازی شد و در حال حاضر خدمات خود را در ۳۰ کشور جهان عرضه می‌کند و هم‌اکنون دومین شرکت تولیدکننده تجهیزات اصلی الکترونیکی جهان به‌شمار می‌آید.
دفتر مرکزی این شرکت در سن‌خوزه، کالیفرنیا قرار دارد و سهام آن در بازار بورس نزدک معامله می‌شود.